# Cecchignola

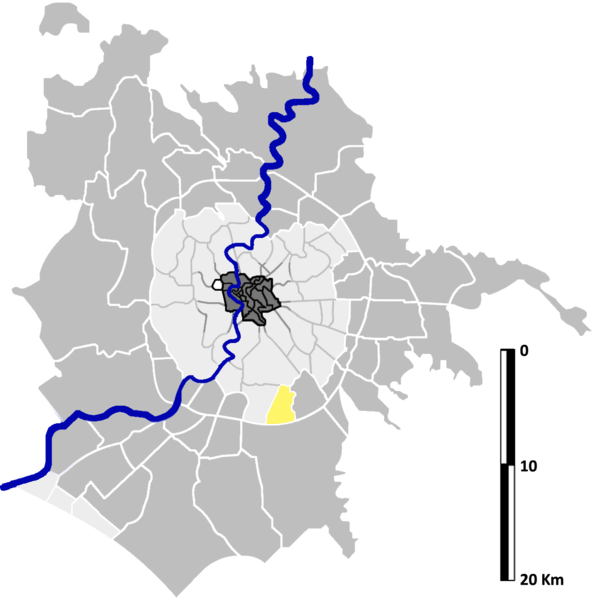
Lage von Cecchignola im Süden von Rom

Cecchignola ist ein Stadtteil im Süden der italienischen Hauptstadt Rom und darüber hinaus auch die Bezeichnung der 22. Zone des Agro Romano. Die relativ kleine Zone umfasst rund 6,7 km² und hat etwa 15.000 Einwohner. Benannt ist sie nach dem Bach Cecchignola, der hier in den Vallerano, und dieser dann in den Tiber mündet.

## Verkehrsanbindung
Bei Cecchignola führt der Autobahnring A90 vorbei. Von dort aus sind über zwei Anschlussstellen die beiden Einfallstraßen Via Laurentina im Westen und Via Ardeatina im Osten zu erreichen, und von diesen alle Teile Cecchignolas und die Stadtmitte Roms. Unmittelbar nordwestlich von Cecchignola befindet sich die U-Bahn-Station Laurentina, die die Endstation der Linie B ist. Im Nordwesten liegt der moderne Stadtteil Europa, wenige Kilometer südöstlich von Cecchignola befindet sich der Flughafen Rom-Ciampino.

## Geschichte
Die Ursprünge des heutigen Stadtteils gehen auf eine Arbeitersiedlung zurück, die Ende der 1930er Jahre errichtet wurde. Im Villaggio Operaio kamen 1.500 Bauarbeiter unter, die für die geplante Weltausstellung 1942 gebraucht wurden. Südöstlich davon entstand eine erste Kasernenanlage, aus der die heutige Città militare della Cecchignola hervorging, in der sich auch das NATO Defense College befindet.
Nach dem Zweiten Weltkrieg kamen in der Arbeitersiedlung italienische Vertriebene und Flüchtlinge aus Julisch Venetien und Dalmatien unter, für die später neue Wohnsiedlungen entstanden, aus denen der heutige Stadtteil Giuliano-Dalmata hervorging. Dieser neue Stadtteil, in dem sich auch die heutige Militärstadt befindet, wurde aus Cecchignola ausgegliedert. Daher ist die Bezeichnung „Militärstadt Cecchignola“ etwas irreführend.